# D&RGW K-28
A Denver and Rio Grande Western K-28 é uma classe de dez locomotivas a vapor do tipo Mikado, de bitola estreita na configuração de arranjos 2-8-2 na notação Whyte. Construídas pela Schenectady Locomotive Works parte da American Locomotive Company em 1923 como locomotiva de carga para a ferrovia Denver & Rio Grande.

## Referência
- «D&RGW K-28 na Wikipédia» (em inglês)